# Cerere (astronomia)

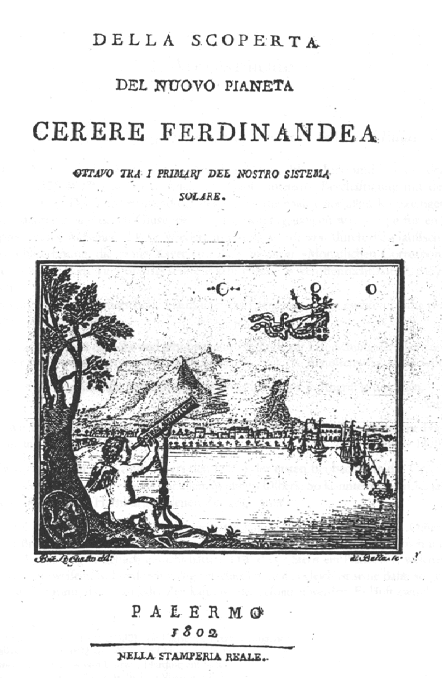
Frontespizio Della scoperta del nuovo pianeta Cerere Ferdinandea

Cerere (dal latino Cerēs, Cerere, in origine chiamato Cerere Ferdinandea, catalogato come 1 Ceres secondo la designazione asteroidale) è un pianeta nano situato nella fascia principale del sistema solare. È l'unico pianeta nano del sistema solare interno, alla stregua di Plutone, Makemake, Haumea, Eris e Quaoar, che però appartengono tutti al sistema solare esterno. Cerere inoltre è l'unico pianeta nano che non appartiene alla categoria dei plutoidi, ed il primo ad essere stato visitato da una sonda spaziale. Prima del 2006, con l'introduzione del nuovo sistema di classificazione e della categoria dei pianeti nani, Cerere era considerato l'asteroide con la massa più elevata della fascia principale.
La sua scoperta, avvenuta il 1º gennaio 1801 da parte di Giuseppe Piazzi dall'osservatorio astronomico di Palermo, è stata la prima per un asteroide e per mezzo secolo Cerere è stato considerato l'ottavo pianeta. Il suo diametro varia dai 900 ai 1000 km e la sua massa è pari al 32% di quella dell'intera fascia principale. La fascia di Edgeworth-Kuiper contiene oggetti molto più grandi di Cerere; oltre ai pianeti nani già citati, si ricordano Quaoar, Orco e Sedna. Le osservazioni astronomiche hanno rivelato che ha forma sferica. La sua superficie è probabilmente composta da un miscuglio di ghiaccio d'acqua e vari minerali, come carbonati e argille idrate. Cerere ha subito un processo di differenziazione, che ha condotto alla formazione di un nucleo roccioso e di un mantello di materiali ghiacciati, e potrebbe ospitare un oceano di acqua liquida sotto la superficie. Dalla Terra appare come un oggetto stellare la cui magnitudine varia tra 6,7 e 9,3. La sua luminosità è troppo debole perché possa essere visto a occhio nudo. Il 27 settembre 2007 la NASA ha lanciato la missione Dawn che ha visitato Vesta nel biennio 2011–2012; la sonda Dawn è entrata in orbita attorno a Cerere il 6 marzo 2015.

## Osservazione
Quando Cerere è all'opposizione in prossimità del proprio perielio, può raggiungere una magnitudine apparente pari a +6,7. Un corpo celeste con una tale luminosità apparente è troppo debole per essere visto a occhio nudo, ma in condizioni di visibilità particolari lo si può individuare senza ricorrere a binocoli o telescopi. Cerere ha raggiunto la sua massima luminosità (pari a 6,73) il 18 dicembre 2012. Gli unici altri asteroidi della fascia principale che raggiungono una tale magnitudine sono Vesta e, durante rare opposizioni in prossimità del perielio, Pallade e Iris.
Durante una congiunzione, Cerere raggiunge una magnitudine pari a +9,3, prossima al limite di visibilità di un binocolo 10×50. Può quindi essere individuata con un binocolo ogni volta che sia sopra l'orizzonte e durante una notte buia.

## Storia delle osservazioni

### Scoperta
Cerere fu individuato il 1º gennaio 1801 dall'astronomo italiano Giuseppe Piazzi. Piazzi lo battezzò Ceres Ferdinandea in onore della dea romana Cerere (protettrice del grano e della Sicilia) e di Ferdinando III di Sicilia. L'aggettivazione Ferdinandea è poi caduta in disuso, presso la comunità internazionale.
Per qualche tempo Cerere fu anche chiamato Hera, in Germania.
Il corpo celeste fu scoperto quando, dall'Osservatorio Reale di Palermo, Piazzi stava cercando la stella catalogata da Nicolas-Louis de Lacaille come Lacaille 87, poiché la sua posizione non corrispondeva a quella riportata nel catalogo zodiacale di Johann Tobias Mayer (alla fine si scoprì che Francis Wollaston, nella riedizione del catalogo Mayer, aveva commesso un errore).
Sicché, il 1º gennaio 1801 Piazzi scoprì un oggetto brillante nella costellazione del Toro. La prima osservazione lo portò a ipotizzare che si trattasse di una stella fissa, non riportata dal catalogo. Nei giorni seguenti, tuttavia, notò che non si trovava più nella posizione iniziale, e sospettò che si trattasse di una stella diversa, ma le successive osservazioni lo convinsero che l'astro era dotato di moto proprio: si era mosso prima verso l'Ariete e successivamente aveva percorso un tratto in moto retrogrado, che lo aveva condotto in prossimità delle stelle 13 e 14 Tauri.
(dal diario di Giuseppe Piazzi)
Piazzi non poté seguire il moto di Cerere abbastanza a lungo (compì solo ventiquattro osservazioni) prima che, l'11 febbraio, l'astro entrasse in congiunzione, e diventasse quindi invisibile dalla Terra; non fu possibile determinarne l'orbita, e Cerere andò perduto.
Nonostante i buoni presupposti per la scoperta di un nuovo pianeta, Piazzi decise di essere prudente e in alcune lettere ad altri astronomi annunciò semplicemente di aver individuato una cometa. In una lettera all'astronomo Barnaba Oriani di Milano, amico e conterraneo, Piazzi rivelò i suoi sospetti:

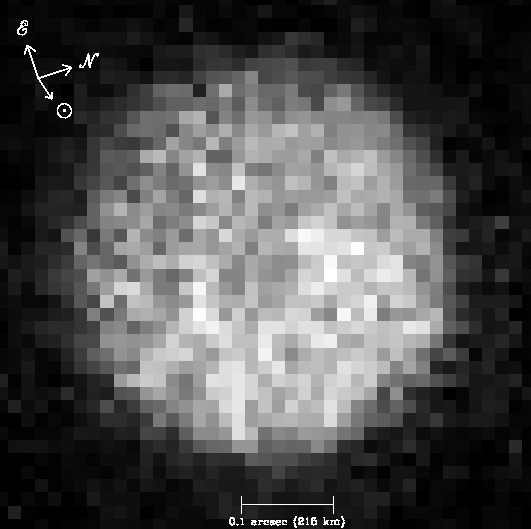
Immagine di Cerere ripresa nel 2001 dal Telescopio spaziale Hubble nell'ultravioletto.

In aprile, Piazzi inviò le sue osservazioni complete a Oriani, Johann Elert Bode e Jérôme Lalande a Parigi. Successivamente furono riassunte nell'edizione del settembre 1801 del Monatliche Correspondenz.
Carl Friedrich Gauss, a ventiquattro anni, riuscì a fornire agli astronomi i mezzi per recuperare l'asteroide, sviluppando un nuovo metodo di determinazione dell'orbita di un corpo celeste con tre sole osservazioni. Il metodo era basato sull'utilizzo dei minimi quadrati, una metodologia che Gauss sviluppò appositamente per l'astronomia, ma che per la sua efficacia si diffuse in molti altri ambiti. In poche settimane Gauss predisse la traiettoria di Cerere in base ai dati raccolti da Piazzi e comunicò i suoi risultati a Franz Xaver von Zach, editore del Monatliche Correspondenz. Il 31 dicembre 1801, Franz Xaver von Zach e Heinrich Wilhelm Olbers confermarono con certezza la riscoperta di Cerere.
Johann Elert Bode pensò che Cerere fosse il "pianeta mancante" previsto da Johann Daniel Titius, orbitante fra Marte e Giove a una distanza, secondo la legge di Titius-Bode, di 419 milioni di chilometri (2,8 AU) dal Sole. A Cerere fu assegnato un simbolo astronomico (una falce di cui esistono diverse varianti - , , , ora ), e rimase elencato come pianeta in tavole e libri astronomici per circa mezzo secolo, finché non furono scoperti ulteriori pianetini. Cerere risultò essere deludentemente piccolo: il suo disco non era distinguibile con gli strumenti dell'epoca, così William Herschel per descriverlo nel 1802 coniò il termine "asteroide" ("simile a stella").

### Osservazioni successive

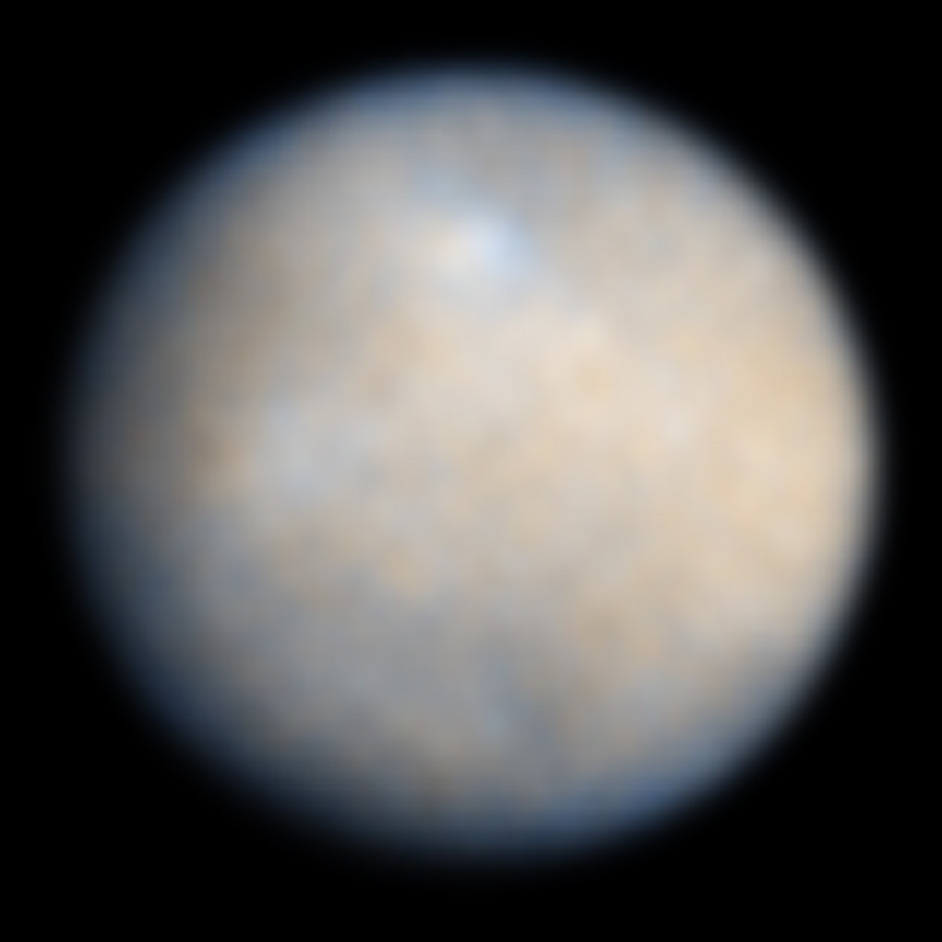
Immagine di Cerere ripresa dal Telescopio spaziale Hubble nel 2004

Stabilire le dimensioni di Cerere non fu semplice; William Herschel (1802) stimò un diametro di 259 km, Schröter (1811) dieci volte tanto, 2.613 km. Le limitate capacità dei telescopi della prima metà dell'Ottocento, inoltre, generavano aloni attorno a Cerere interpretati come una chioma da Herschel - sebbene diversa da quella cometaria - o come un'atmosfera da Schröter. Alcuni miglioramenti si ebbero nella seconda metà del secolo con la diffusione del catalogo stellare Bonner Durchmusterung nel 1852 e l'introduzione sia della scala logaritmica della magnitudine, sviluppata da Norman Pogson nel 1854, sia della fotometria nel 1861. Tuttavia, mancando un valore condiviso per l'albedo di Cerere, le stime proposte per il suo diametro continuarono a presentare una notevole variabilità.
Nel 1895 Edward Emerson Barnard stimò il diametro di Cerere in 781 ± 87 km, valore rivisto nel 1901 in 706 ± 86 km, entrambi ottenuti utilizzando un micrometro filare. Questi valori furono assunti come corretti nei cinquant'anni seguenti. Nei nuovi lavori pubblicati negli anni sessanta e settanta, furono proposte nuove stime basate prevalentemente su misure fotometriche, comprese tra i 1020 e i 1220 km, con un'incertezza di circa 100 km. Furono inoltre proposte le prime misure della massa di Cerere, che tuttavia sovrastimavano il valore oggi accettato.
Era però necessaria un'occultazione stellare per poter ottenere una misura diretta del diametro e l'occasione si presentò il 13 novembre 1984, quando Cerere occultò la stella BD +8°471. L'evento, osservato in Messico, Florida e nei Caraibi, permise di stimarne i raggi equatoriale e polare, la densità media, l'albedo e suggerì che Cerere fosse uno sferoide oblato, in equilibrio idrostatico.

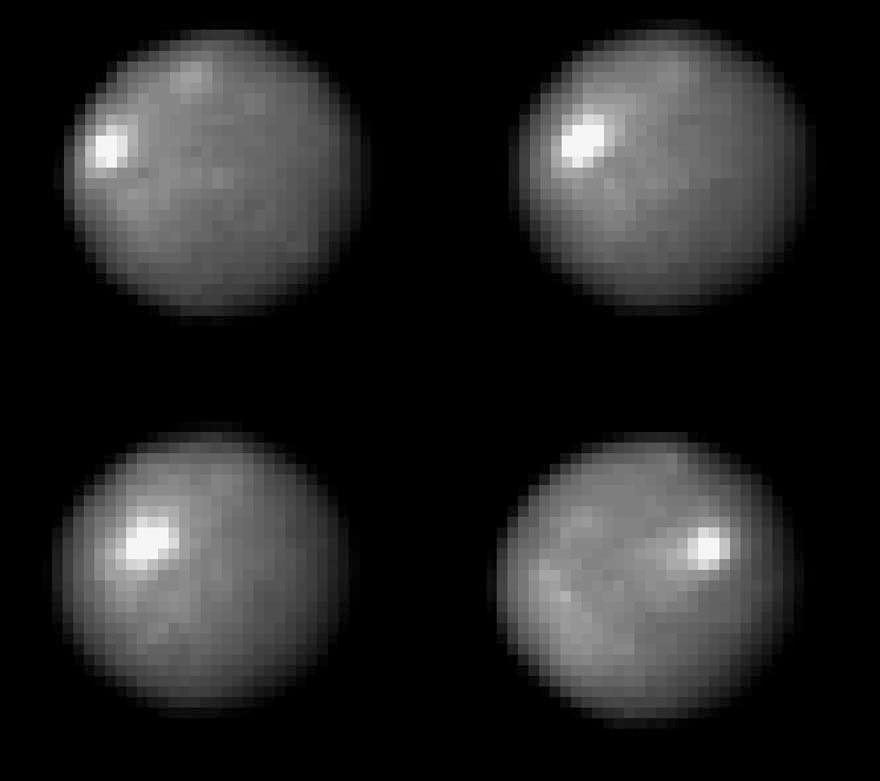
Immagini di Cerere riprese attraverso il telescopio spaziale Hubble nel 2003 e 2004 con una risoluzione di circa 30 km/pixel. Non è chiara la natura delle macchie luminose visibili sulla superficie.

Mentre si è rafforzata l'ipotesi che Cerere fosse un planetoide sopravvissuto al processo di formazione dei pianeti terrestri nel sistema solare interno, si sono effettuate osservazioni senza precedenti coi telescopi medi e grandi costruiti negli anni novanta e duemila. La scelta della NASA di inviarvi una missione esplorativa ha poi contribuito a rafforzare l'interesse. Cerere è stato fotografato attraverso il Telescopio spaziale Hubble una prima volta il 25 giugno 1995, nell'ultravioletto con una risoluzione di 50 km; e successivamente nelle lunghezze d'onda del visibile nel 2003 e nel 2004, con una risoluzione di 30 km (la migliore al settembre del 2011).
Nel 2002 sono state riprese attraverso il telescopio Keck, che montava ottiche adattive, immagini nell'infrarosso con una risoluzione di 30 km. Nel 2011 le osservazioni sono state ripetute con il Very Large Telescope, con una risoluzione di 75 km. Anche l'Herschel Space Observatory dell'ESA è stato utilizzato tra il 2011 e il 2013 per osservare Cerere nel lontano infrarosso, con la rilevazione di vapore acqueo e la localizzazione delle due zone di superficie in cui sarebbe prodotto.
L'insieme dei dati raccolti ha portato l'Unione Astronomica Internazionale (UAI) nel 2006 a includere Cerere, unico fra gli asteroidi della fascia principale, nella classe dei pianeti nani.

### Missioni spaziali

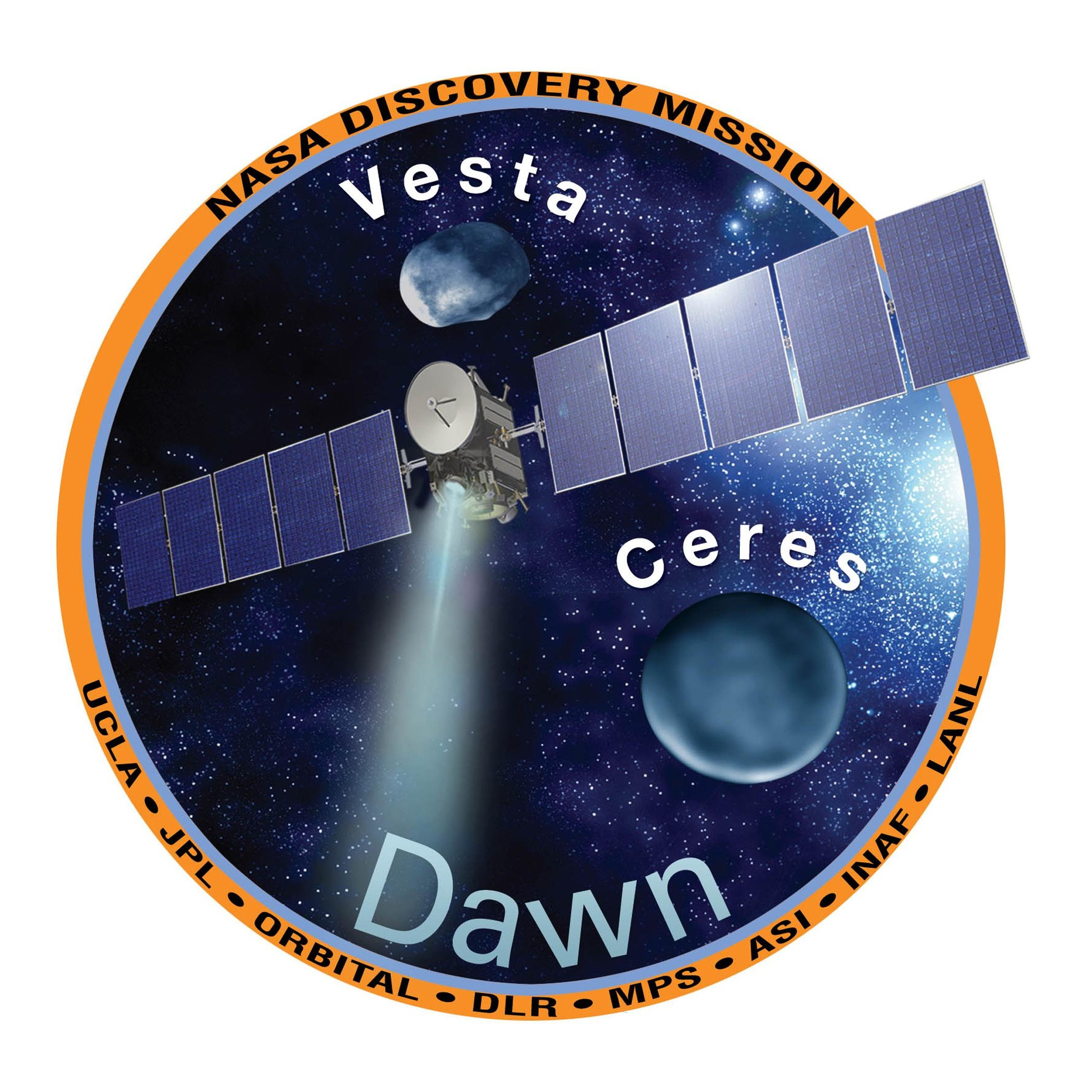
Il logo della missione Dawn della NASA

I segnali radio provenienti da sonde in orbita attorno a Marte e sulla sua superficie tra il 1961 e il 2003 sono stati usati per determinare le variazioni indotte nell'orbita del pianeta dall'attrazione gravitazionale degli asteroidi maggiori; ciò ha permesso di calcolare anche la massa di Cerere.
Nel 1979 fu sottoposta dall'Agenzia Spaziale Europea (ESA) una missione, indicata come Asterex, che avrebbe dovuto esser lanciata nel 1987 e avrebbe compiuto cinque sorvoli ravvicinati di asteroidi di grandi dimensioni, tra cui Cerere. La sonda sarebbe stata propulsa da un motore a razzo bipropellente e dotata di pannelli fotovoltaici per la generazione di energia elettrica; stabilizzata a tre assi, sarebbe stata dotata di una fotocamera, uno spettrometro infrarosso e un altimetro radar. Asterex fu però respinta, soprattutto perché non avrebbe permesso una semplice ripartizione dei costi tra l'agenzia europea e la NASA. Rielaborata in una nuova proposta, Asteroidal Gravity Optical and Radar Analysis (AGORA), fu nuovamente sottoposta all'ESA, ma ancora respinta. Dall'esperienza accumulata nacque infine una terza proposta che avrebbe finalmente coinvolto entrambe le agenzie: la Multiple Asteroid Orbiter with Solar Electric Propulsion (MAOSEP), dotata di un propulsore elettrico e il cui piano di volo prevedeva anche che la sonda entrasse in orbita attorno a Vesta. La NASA tuttavia nel 1985 affermò di non avere interesse in una missione di esplorazione degli asteroidi e la proposta fu nuovamente respinta.

Cerere visto da Dawn, 13 gennaio 2015. I crateri sono chiaramente visibili sulla superficie; la sonda Dawn ha osservato Cerere per un'ora e la definizione delle immagini ha permesso di stabilire il suo periodo di rotazione di 9 ore.

Negli anni ottanta Francia, Germania, Italia, Russia e Stati Uniti avanzarono proposte di missioni anche nella fascia degli asteroidi, ma nessuna di esse fu approvata dagli organi preposti alla selezione.
Nel 2001 in via preliminare e nel 2004 in modo definitivo, la NASA ha infine approvato la missione Dawn, la prima a raggiungere Cerere nell'aprile del 2015. Sviluppata dal Jet Propulsion Laboratory, è stata lanciata il 27 settembre 2007; il suo primo obiettivo è stato l'asteroide Vesta, raggiunto nel luglio del 2011 e attorno a cui è rimasta in orbita fino a luglio 2012, quando ha ripreso un'orbita eliocentrica che l'ha portata a raggiungere Cerere il 6 marzo 2015. Facendo uso della propulsione elettrica, infatti, è stato possibile sviluppare una missione che, pur nei bassi costi del Programma Discovery, è entrata in orbita attorno a due grandi oggetti della fascia principale. La sonda è dotata di una fotocamera e di due spettrometri, uno operante nell'infrarosso e nel visibile e l'altro nei raggi gamma. La sonda, come previsto, ha eseguito osservazioni di Cerere via via più ravvicinate. Nel mese di febbraio del 2017, la rivista scientifica Science ha pubblicato uno studio dell'Istituto nazionale di astrofisica che, grazie alle misurazioni effettuate dallo spettrometro italiano VIR (Visual and infrared spectrometer) a bordo della sonda Dawn, è riuscito a rivelare abbondanti tracce di idrocarburi alifatici. La regione di Cerere interessata da tale studio è ubicata nelle adiacenze del Cratere Ernutet. Gli studiosi ipotizzano che le molecole alifatiche si siano formate grazie a processi idrotermali.

## Parametri orbitali

Orbita di Cerere

Cerere segue un'orbita compresa tra quelle di Marte e Giove, all'interno della fascia principale degli asteroidi. Completa una rivoluzione intorno al Sole in 4,6 anni. L'orbita presenta un'inclinazione di 10,6° rispetto al piano dell'eclittica (valore piuttosto moderato se confrontato con i 7° dell'orbita di Mercurio e i 17° di quella di Plutone) e un'eccentricità di 0,08 (confrontabile con quella dell'orbita di Marte, pari a 0,09).
Il diagramma mostra le orbite di Cerere (blu) e di alcuni pianeti (bianco/grigio). Le porzioni di ogni orbita al di sotto del piano dell'eclittica sono marcate con colori più scuri, mentre la posizione del sole è marcata da un più in rosso. L'immagine in alto a sinistra è una vista polare della porzione del sistema solare all'interno dell'orbita di Giove e mostra la posizione di Cerere nello spazio tra le orbite di Marte e Giove. L'immagine in alto a destra è un ingrandimento della precedente e permette un confronto tra le posizioni dell'afelio (Q) e del perielio (q) di Cerere e di Marte. È interessante osservare che il perielio di Cerere (così come quello di diversi altri grandi asteroidi) è sul lato opposto del Sole rispetto a quello di Marte. L'immagine in basso è una vista in prospettiva che permette di confrontare l'inclinazione orbitale di Cerere con quella di Marte e Giove.
Per lungo tempo si è ritenuto Cerere il prototipo di un'omonima famiglia di asteroidi; tale raggruppamento è oggi in disuso, poiché Cerere, avendo per coincidenza parametri orbitali simili, mancava di correlazione fisica con gli altri membri della famiglia, che è stata ridenominata famiglia Gefion, dal nome dell'asteroide dal numero di identificazione più basso appartenente a essa, 1272 Gefion.
Cerere completa una rotazione attorno al proprio asse in 9 ore e 4 minuti.

## Formazione

Animazione ottenuta dalle immagini raccolte nel febbraio del 2015 dalla sonda Dawn

Cerere è probabilmente un protopianeta (embrione planetario) formatosi 4,57 miliardi di anni fa nella fascia degli asteroidi e sopravvissuto, relativamente intatto, al processo di formazione del sistema solare, a differenza della maggior parte dei protopianeti del sistema interno che o si fusero tra loro per andare a costituire i pianeti terrestri, oppure furono espulsi dal sistema da Giove. Una teoria alternativa propone che Cerere si sia formato nella fascia di Kuiper e abbia successivamente raggiunto l'attuale posizione in seguito a un processo di migrazione. Un altro probabile protopianeta presente nella fascia principale, Vesta, è meno della metà delle dimensioni di Cerere e ha subito un grande impatto dopo la conclusione della fase di solidificazione che ha causato la perdita di circa l'1% della sua massa.
L'evoluzione geologica di Cerere è dipesa dalle sorgenti di calore disponibili durante la sua formazione e nel periodo subito seguente: l'attrito del processo di accrezione e il decadimento di vari radionuclidi (inclusi probabilmente elementi a vita breve come il 26Al). Si ritiene che il calore sia stato sufficiente a permettere la differenziazione di Cerere in un nucleo roccioso e un mantello ghiacciato subito dopo la sua formazione. Il processo potrebbe anche aver determinato un rinnovamento della superficie per effetto di fenomeni di criovulcanismo e per l'azione di fenomeni tettonici. A causa delle sue ridotte dimensioni, comunque, Cerere si sarebbe raffreddata rapidamente e ciò avrebbe interrotto il manifestarsi di tali fenomeni. Il ghiaccio presente sulla superficie sarebbe gradualmente sublimato, lasciando vari minerali idrati come argille.
Cerere oggi appare essere un corpo inattivo, la cui superficie è scolpita solo da crateri. La presenza di una significativa quantità di ghiaccio d'acqua nella sua composizione apre la possibilità che Cerere abbia o abbia avuto uno strato di acqua liquida al suo interno, per il quale è spesso usato il termine "oceano". Se tale strato esistesse, si ritiene sarebbe collocato tra il nucleo roccioso e il mantello ghiacciato, in modo analogo a quanto è stato teorizzato per Europa. La presenza di soluti (sali), ammoniaca, acido solforico o di altre sostanze antigelo nell'acqua favorirebbe l'esistenza di uno strato liquido.

## Caratteristiche chimico-fisiche

### Massa e dimensioni

Dimensioni dei primi dieci asteroidi scoperti nella fascia principale confrontati con la Luna della Terra. Cerere è il primo a sinistra.

Cerere è l'oggetto più grande della fascia principale degli asteroidi, compreso tra le orbite di Marte e di Giove. Il suo diametro è di circa 950 km. La sua massa è stata determinata misurandone l'azione esercitata su altri asteroidi e i risultati proposti da vari ricercatori differiscono solo leggermente. Al 2008, la media dei tre risultati più precisi è approssimativamente di 9,4×1020 kg. In tal modo, Cerere rappresenta quasi un terzo della massa ((3,0±0,2)×1021 kg) della fascia principale, pari a sua volta a circa il 4% della massa della Luna. La massa di Cerere è sufficiente a conferigli una forma quasi sferica, in equilibrio idrostatico: si tratta, cioè, di uno sferoide stabile compresso gravitazionalmente, ovvero di un corpo planetario. L'unico altro asteroide conosciuto di questo tipo è Vesta. Altri grandi asteroidi, come Pallade e Igea, appaiono decisamente meno regolari.
La fascia di Edgeworth-Kuiper contiene a ogni modo oggetti molto più grandi di Cerere; oltre che per gli altri quattro pianeti nani - Eris, Plutone, Makemake e Haumea, anche per altri sei oggetti transnettuniani - tra cui Quaoar, Orco e Sedna - è stato stimato un diametro maggiore.
Per via della sua massa, Cerere è uno dei corpi minori che il Minor Planet Center considera tra i pertubatori delle orbite degli oggetti più piccoli.

### Composizione
Le informazioni note sulla composizione di Cerere sono limitate, desunte prevalentemente dall'osservazione spettroscopica della sua superficie. Associato negli anni settanta e ottanta alle condriti carbonacee, Cerere è oggi incluso tra gli asteroidi di tipo G, distinti dai più comuni asteroidi di tipo C per alcune linee di assorbimento nell'ultravioletto.
Lo spettro di emissione di Cerere è piuttosto piatto nel visibile e nel vicino infrarosso. Presenta tuttavia alcune linee di assorbimento che hanno permesso ad Andrew S. Rivkin e colleghi di individuare alcuni componenti della superficie. Una delle bande di assorbimento più significative si colloca in prossimità dei 3 μm e dovrebbe corrispondere a materiali idrati, come argille ricche di ferro (cronstedtite); mentre altre serie di bande, prossime a 3,3 µm e a 3,8-3,9 µm indicherebbero la presenza di carbonati come dolomite e siderite con un'abbondanza del 4-6%.. Una chiara identificazione di vapore acqueo è giunta da osservazioni nel lontano infrarosso che hanno individuato linee di assorbimento in prossimità di 538 µm. Tutti questi dati potrebbero essere indicativi della presenza di una significativa quantità d'acqua all'interno dell'asteroide.
Lo spettro di Cerere rivela alcune sorprese anche nell'ultravioletto, mostrando un forte assorbimento in corrispondenza dei 280 nm, associato a una riduzione dell'albedo di circa il 25% rispetto al valore misurato nel visibile. La specie chimica che ne è responsabile tuttavia non è ancora stata individuata.

## Struttura interna

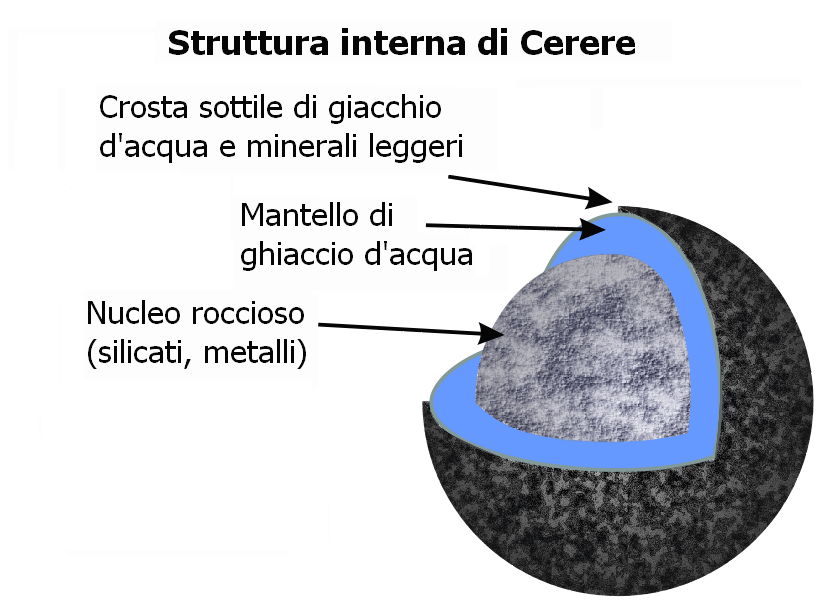
Struttura interna di Cerere

Osservazioni condotte con i telescopi Keck nel 2002, supportate da modelli numerici, suggeriscono che l'interno di Cerere sia differenziato, con un nucleo roccioso ricoperto da un mantello ghiacciato. Il mantello, spesso un centinaio di chilometri (rappresentando tra il 23 e il 28% della massa di Cerere e il 50% del suo volume), potrebbe contenere un volume d'acqua pari a 200 milioni di chilometri cubici, molto più della quantità complessiva di acqua dolce presente sulla Terra. Alcune caratteristiche della superficie rivelano la presenza di specie volatili all'interno di Cerere. Ciò è compatibile con passati periodi nella fase di formazione di Cerere in cui si sarebbe verificata una riduzione dell'energia emessa dal Sole rispetto al livello attuale, permettendo che componenti altrimenti volatili alla distanza di Cerere dal Sole fossero incorporati dal pianeta nano.
In alternativa, la forma e le dimensioni di Cerere potrebbero essere spiegate da un interno poroso e parzialmente differenziato, oppure anche totalmente non differenziato. Se lo strato di rocce sovrastasse uno strato di ghiaccio, sarebbe gravitazionalmente instabile e i depositi rocciosi potrebbero affondare nello strato sottostante, portando alla formazione di depositi salini sulla superficie, che finora non sono stati osservati. È quindi possibile che Cerere non contenga un ampio strato di ghiaccio, ma sia invece un agglomerato di condriti con bassa densità e con una componente acquosa. Il decadimento degli isotopi radioattivi potrebbe non essere stato sufficiente a produrre il processo di differenziazione.

## Superficie

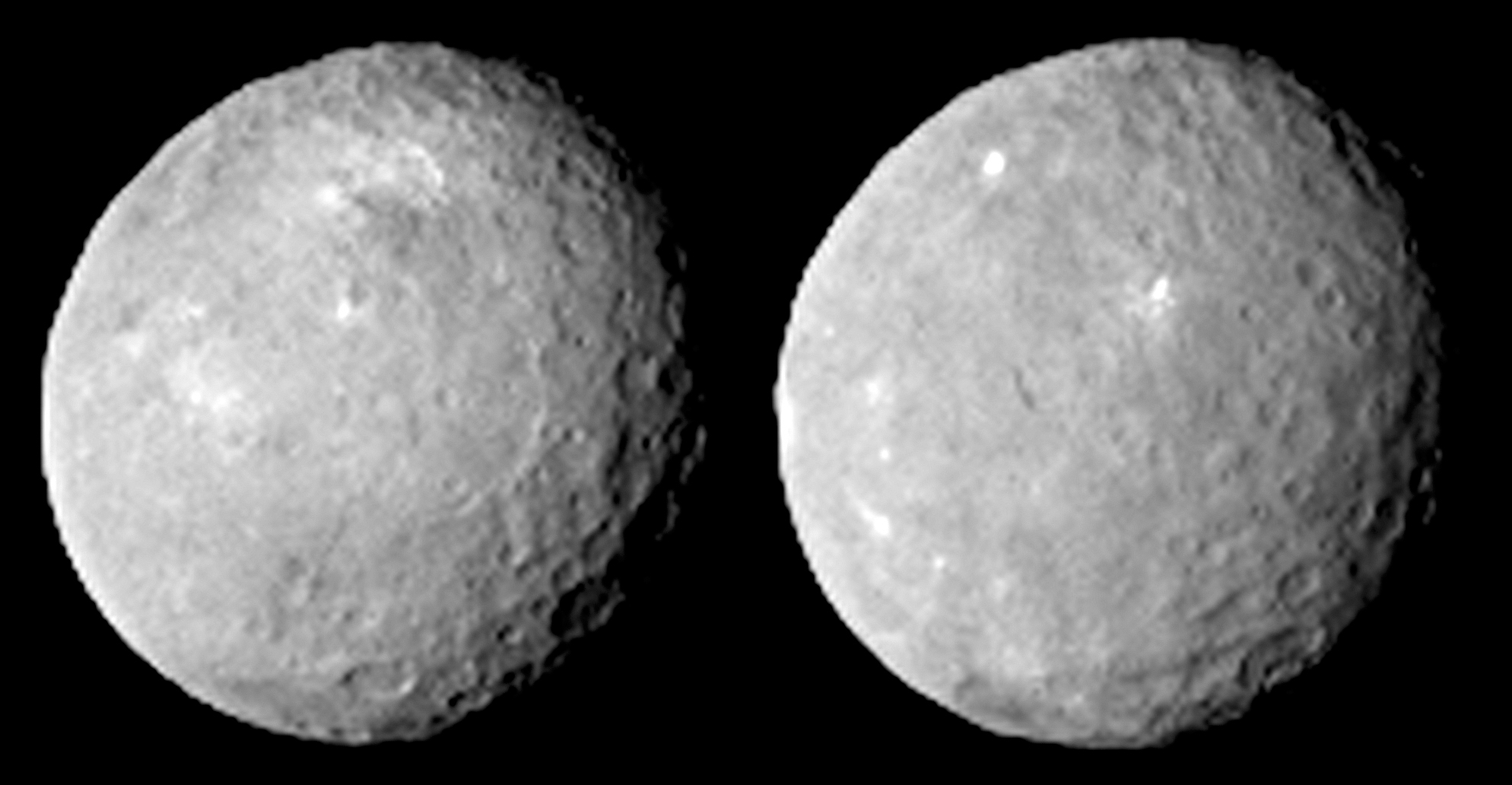
La superficie di Cerere ripresa dalla sonda Dawn il 12 febbraio 2015 da una distanza di 83.000 km, con una risoluzione di 7,8 km per pixel.

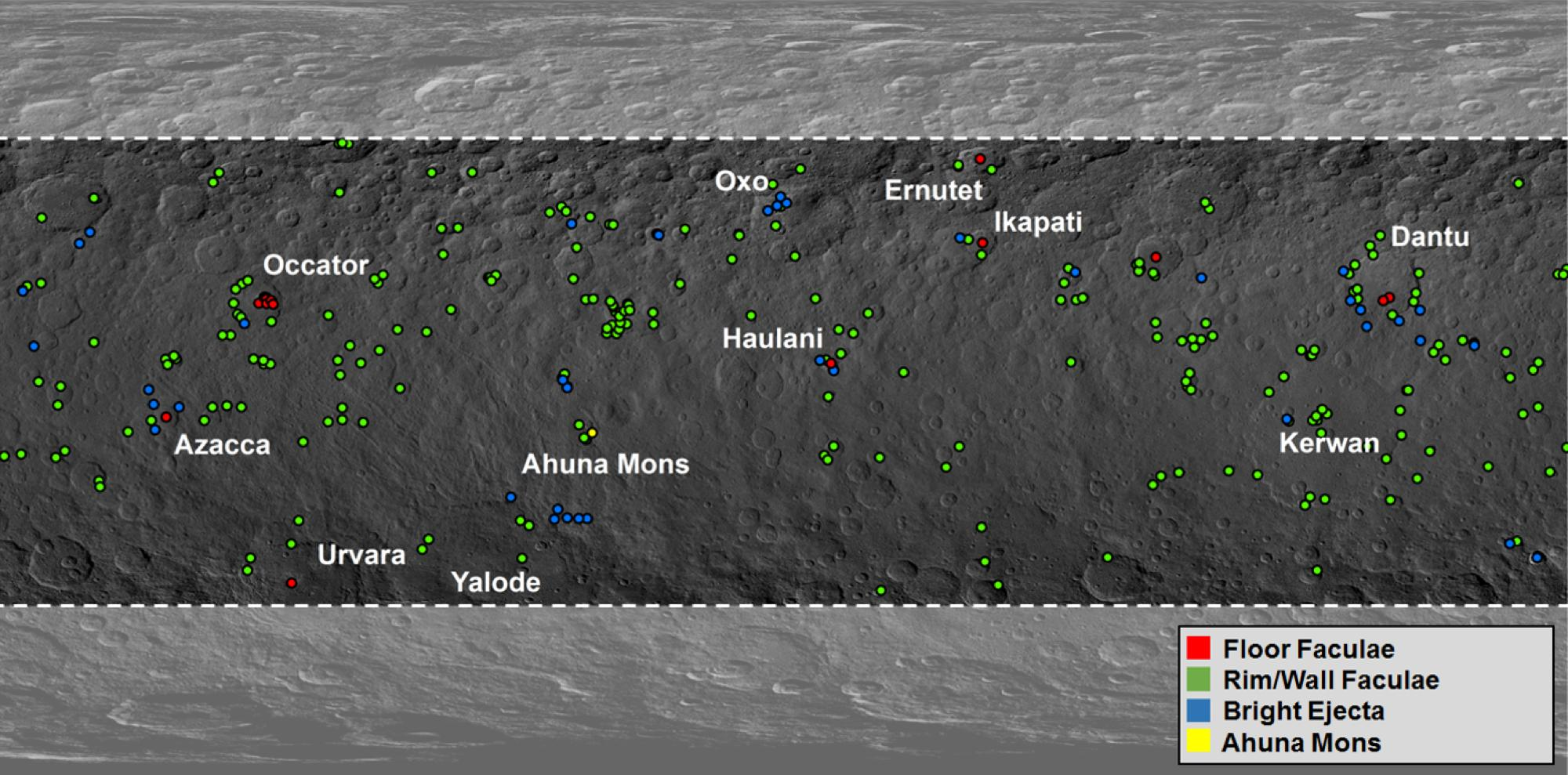
Cartografia di Cerere

La superficie di Cerere è relativamente calda. Rilevazioni eseguite il 5 maggio 1991 hanno permesso di quantificare la temperatura massima (con il Sole allo zenit) in 235 K; considerando anche la distanza dal Sole al momento dell'osservazione, le stime comunemente accettate indicano al perielio una temperatura massima di ~239 K.
Solo alcune caratteristiche della superficie di Cerere sono state individuate con certezza. Immagini ad alta risoluzione raccolte nell'ultravioletto dal telescopio spaziale Hubble nel 1995 rivelarono una macchia scura sulla superficie che fu denominata, sebbene in modo non ufficiale, Piazzi, in onore dell'astronomo italiano. Si ritenne che si trattasse di un cratere da impatto. Successivamente, nuove immagini furono raccolte con una risoluzione maggiore nel vicino infrarosso con il telescopio Keck, che monta ottiche adattive. La sequenza coprì un'intera rotazione di Cerere e rivelò l'alternarsi di macchie chiare e scure con la rotazione del pianeta. Due caratteristiche scure dalla forma circolare sono presumibilmente crateri; uno di essi dovrebbe corrispondere al "cratere Piazzi" precedentemente osservato, l'altro mostra una regione centrale più chiara. Immagini ancora più recenti, raccolte nel visibile dal Telescopio spaziale Hubble nel 2003 e 2004 mostrano 11 caratteristiche superficiali distinte, la cui natura è tuttavia sconosciuta. Una di esse corrisponde a "Piazzi". Alle due formazioni scure maggiori sembrerebbe associata inoltre la produzione di vapore acqueo, che sublimerebbe dalla superficie con un tasso misurato in 1026 molecole al secondo, con un meccanismo simile a quello che sulle comete conduce alla formazione della chioma.
Le osservazioni del 2011 hanno permesso inoltre di determinare i valori di ascensione retta 19 h 24 min (291°) e declinazione +59° verso cui punta il polo nord di Cerere, verso la costellazione del Dragone. L'asse di rotazione è conseguentemente inclinato di circa 3°.

## Atmosfera
Ci sono indizi che suggeriscono la presenza di una tenue atmosfera e la formazione di brina su Cerere. Raggiunta la superficie dagli strati sottostanti, il ghiaccio d'acqua sublimerebbe quando esposto direttamente alla luce solare, fuggendo rapidamente nello spazio.
Nei primi anni novanta, osservazioni nell'ultravioletto condotte con l'International Ultraviolet Explorer (IUE) rilevarono quantità significative di idrossile in prossimità del polo nord di Cerere, prodotto dalla fotodissociazione del vapore acqueo. Tuttavia, la scoperta non fu successivamente confermata da ulteriori osservazioni. Potrebbe essere possibile, in futuro, rilevare la sublimazione di ghiaccio in prossimità di recenti crateri d'impatto o da fratture della superficie.

## Cerere nella cultura

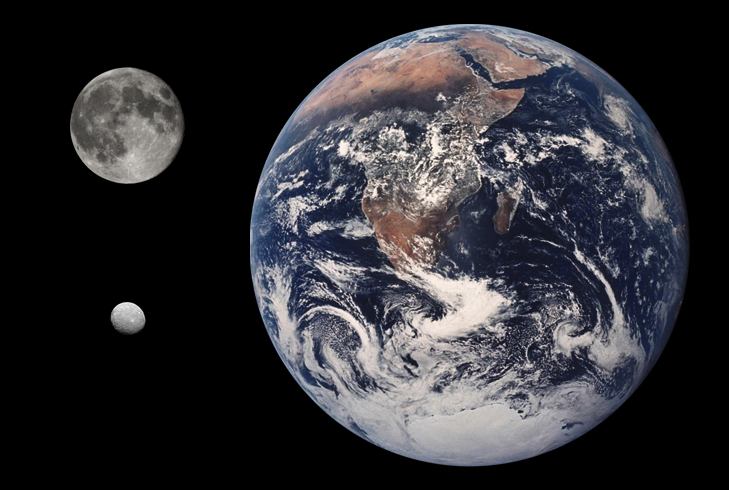
Cerere confrontato con la Terra e la Luna

L'impatto avuto dalla scoperta di Cerere nella comunità scientifica può essere sottolineato dal fatto che, come già era accaduto per Urano, in suo onore Jöns Jacob Berzelius denominò cerio l'elemento dal numero atomico 58 che scoprì nel 1803, indipendentemente con Martin Heinrich Klaproth. Anche William Hyde Wollaston nel 1802 aveva scoperto un secondo elemento, il palladio, che inizialmente volle battezzare "ceresio" (ceresium) in onore del nuovo astro. Tuttavia, quando nel 1805 pubblicò la sua scoperta, risultò che il nome era già stato utilizzato da Berzelius. Wollaston lo cambiò così in palladio, in onore dell'asteroide Pallade.
Per i primi cinquant'anni dalla sua scoperta, Cerere fu considerato un pianeta e, tra l'altro, l'astrologia fu rivista per tener conto anche dei suoi effetti. Herschel coniò il termine "asteroide" per descriverlo, mentre Piazzi gli contrappose "planetoide". Tuttavia, quando il numero dei corpi orbitanti tra Marte e Giove cominciò ad aumentare nella seconda metà dell'Ottocento, gli asteroidi subirono una rapida riclassificazione. Durante questo processo, in alcune pubblicazioni furono mantenute delle distinzioni nel presentare Cerere, Pallade, Giunone e Vesta; abitudine però che era per lo più cessata negli anni settanta dell'Ottocento, con alcune eccellenti eccezioni come l'Osservatorio di Greenwich che continuò a elencarli tra i pianeti fino al termine del secolo.
Da allora, gli asteroidi sono stati trattati in modo prevalentemente collettivo, raggruppati in base a caratteristiche orbitali (ad es. le famiglie) o spettrali (le classi), ma con poca attenzione al singolo oggetto. Una parziale inversione di tendenza è stata prodotta in parte dalle possibilità offerte dall'esplorazione spaziale e dalle migliorate capacità osservative della fine del Novecento e l'inizio del Duemila, in parte dal rinnovato interesse per l'evoluzione del sistema solare e l'introduzione della nuova categoria dei pianeti nani.

### Cerere nella fantascienza

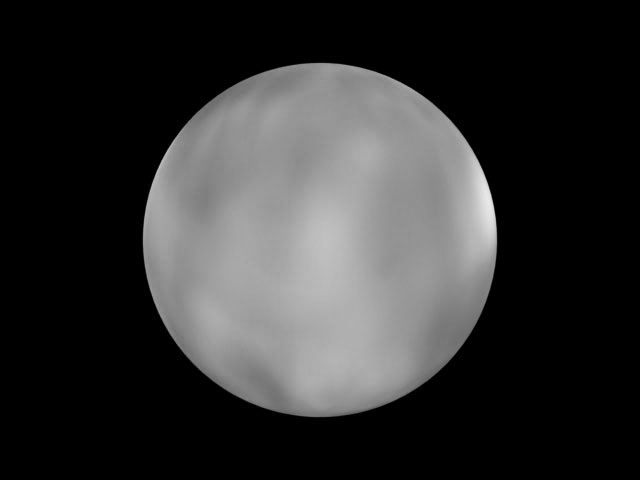
Modello di Cerere (Hubble 2003-2004)

Cerere compare in numerose produzioni di genere fantascientifico.
Il primo cenno letterario a Cerere è presente nel romanzo Edison's Conquest of Mars (1897) di Garrett P. Serviss, in cui lo scienziato Thomas Edison guida una spedizione di rappresaglia terrestre contro i marziani protagonisti de La guerra dei mondi, impegnati su un secondo fronte in una guerra con gli abitanti di Cerere. Comparirà poi nella striscia a fumetti Mummies of Ceres della serie Buck Rogers, pubblicata tra il 20 febbraio e il 14 aprile 1936 negli Stati Uniti. Isaac Asimov colloca su Cerere una base astronomica nei romanzi del ciclo di Lucky Starr (1952-1958) e nel racconto La morte della notte (The Dying Night, 1956). Sono inoltre presenti dei cenni in Destinazione stelle (The Stars My Destination, 1956) di Alfred Bester e in alcune opere di Robert A. Heinlein: Il pianeta rosso (Red Planet, 1949), Una famiglia marziana (Podkayne of Mars, 1963) e Il gatto che attraversa i muri (The Cat Who Walks Through Walls, 1985).
In romanzi e racconti successivi Cerere è descritta prevalentemente come la sede di una colonia o un luogo di rifugio per la razza umana: nel Ciclo dello Spazio conosciuto (1964-) di Larry Niven, è la sede del Governo della fascia degli asteroidi; in Exiles to Glory (1974) di Jerry Pournelle, vi ha luogo un intrigo interplanetario; in The Venus Belt (1981) di L. Neil Smith, vi è presente una grande città sotterranea collegata a numerosi insediamenti e stazioni da una sorta di "autostrada"; in The Dune Encyclopedia (1984) di Willis E. McNelly, è eletta a capitale dopo la distruzione della Terra in seguito all'impatto di un asteroide; in Fondazione Stileman (Buying Time, 1989) di Joe Haldeman, è sede di una civiltà apolide; in The Stone Dogs (1989) di S. M. Stirling, nella serie Asteroid Wars (2001-2007) di Ben Bova e in The Unincorporated War (2010) di Dani ed Eytan Kollin vi è presente una base umana; in The Killing Star (1995) di Charles R. Pellegrino e George Zebrowski, è il luogo in cui si rifugiano i superstiti a un'invasione aliena della Terra. Infine, in The four thousand, the eight hundred (2016) di Greg Egan si immagina un conflitto tra Cerere e Vesta, combattuto per contrastanti ragioni etiche. Si distinguono rispetto a questo elenco Luna, maledetta Luna! (The Ceres Solution, 1981) di Bob Shaw, in cui Cerere è scagliata contro la Luna per cancellare gli "effetti" che il satellite avrebbe avuto nel reprimere lo sviluppo della razza umana, e The Doomsday Effect (1986) di Thomas Wren, in cui l'asteroide è utilizzato per arrestare un buco nero che altrimenti divorerebbe la Terra.
Nella sua prima comparsa televisiva, Cerere è un asteroide deserto adibito (nell'anno 2046), a colonia penale, (settimo episodio della prima stagione della serie TV Ai confini della realtà del 1959, intitolato Solitudine). Nella serie animata Exosquad (1993-1994), prodotta da Universal Animation Studios, Cerere è sede di un impianto per la riproduzione dei Neo Megas. Nel film statunitense The American Astronaut (2001) il bar nel quale si tiene un concorso di ballo è su Cerere. Sono ambientati su Cerere, sede di una colonia umana, diversi episodi della serie televisiva The Expanse, trasmessa via cavo negli Stati Uniti da Syfy nel 2015 e 2016.
Cerere compare, infine, anche in alcuni videogiochi, sia come elemento di arricchimento della trama, sia come ambientazione in cui si sviluppa l'azione di gioco. Nell'universo di Warhammer 40.000 (1987), il Trattato di Cerere segna il rinnovo dell'alleanza tra l'Adeptus Mechanicus e l'Imperium dell'Umanità; in Star Control 2, la Stazione di Cerere è sede del primo contatto con i Chenjesu, con i quali gli umani combatteranno i comuni nemici Ur-Quan; Cerere è sede di una colonia spaziale sia in Zone of the Enders (2001), sia nel videogioco di ruolo Transhuman Space (2002); mentre in Terminal Velocity (1995), il giocatore è chiamato a distruggere un macchinario che altrimenti porterebbe l'asteroide a schiantarsi sulla Terra. Infine, in Frontier: Elite II (1993) Cerere è uno dei dieci pianeti del sistema solare, mentre in Destiny (2014) viene fortificato come avamposto militare e distrutto nel corso di una battaglia.

Cerere è l'ambientazione di missioni di gioco, invece, in Countdown to Doomsday (1990), Super Metroid (1994, 2007) sviluppato per Super Nintendo e Descent 3 (1999).

## Bibliografia

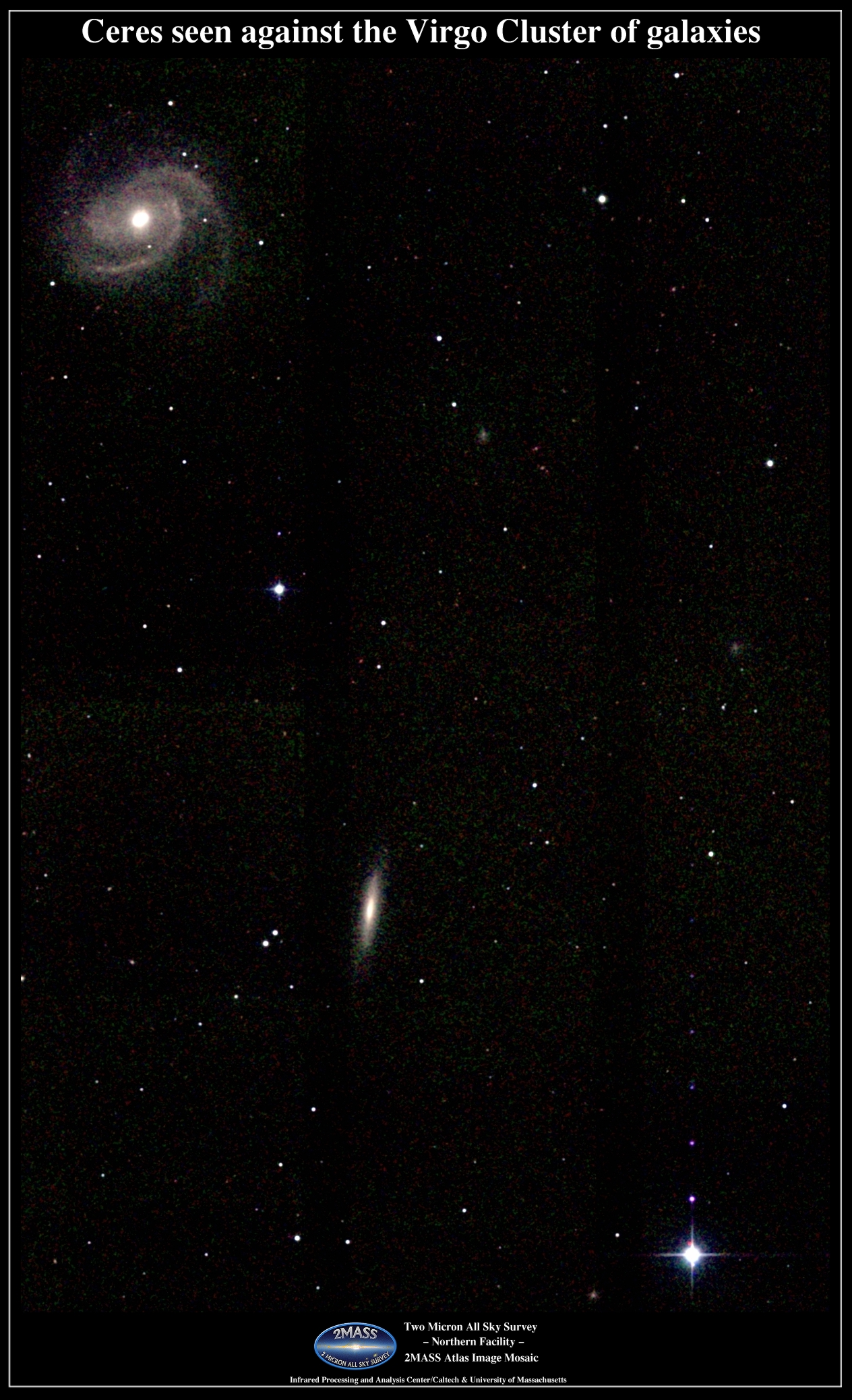
Cerere in prossimità all'Ammasso della Vergine, il 6 aprile 2000. Cerere è visibile in basso a destra; la galassia a spirale in alto a sinistra è M100, l'altra in prossimità del centro è NGC 4312.

### Libri
- Piazzi, G., Risultati delle osservazioni della nuova stella, Palermo, Osservatorio reale di Palermo, 1801, DOI:10.3931/e-rara-8730, ISBN non esistente.
- Piazzi, G., Della scoperta del nuovo pianeta Cerere Ferdinandea, Palermo, Stamperia reale, 1802, DOI:10.3931/e-rara-2902, ISBN non esistente.
- (EN) Bonar, S., Asteroids, Franklin Watts, 1999,  p. 64, ISBN 0-531-20367-0.
- (EN) Blair, E. C., Asteroids: Overview, Abstracts and Bibliography, Nova Publishers, 2002,  p. 252, ISBN 1-59033-482-5.
- (EN) Cunningham, C. J., The First Asteroid: Ceres, 1801-2001, Star Lab Press, 2001, ISBN 978-0-9708162-1-4.
- (EN) Nardo, D., Eyes on the Sky: Asteroids, Kidhaven Press, 2002,  p. 48, ISBN 0-7377-0998-7.
- (EN) Britt, D. T., et al, Asteroid density, porosity, and structure, in Asteroids III, Tucson, Arizona, University of Arizona Press, 2002,  p. 488. URL consultato l'8 settembre 2011.
- (EN) Foderà Serio, G.; Manara, A.; Sicoli, P., Giuseppe Piazzi and the Discovery of Ceres (PDF), in Bottke, W. F. Jr.; Cellino, A.; Paolicchi, P.; Binzel, R. P. (a cura di), Asteroids III, Tucson, Arizona, University of Arizona Press, 2002,  pp. 17-24. URL consultato l'8 settembre 2011.
- (EN) Bell, T. E., Comets, Meteors, Asteroids, and the Outer Reaches, Black Rabbit Books, 2003,  p. 48, ISBN 1-58340-289-6.
- (EN) Vogt, G. L., Asteroids, Capstone Press, 2006,  p. 24, ISBN 0-7368-4939-4.

### Pubblicazioni scientifiche
- (EN) Hilton, James L., U.S. Naval Observatory Ephemerides of the Largest Asteroids, in The Astronomical Journal, vol. 117, 1999,  p. 1077. URL consultato il 9 settembre 2011 (archiviato dall'url originale il 23 luglio 2011).
- Giorgia Foderà Serio, Chinnici, Ileana, Cerere Ferdinandea, in Giornale di Astronomia, vol. 27, n. 1, 2001,  pp. 8-23. Rist. in Osservatorio astronomico di Palermo "G. S. Vaiana", Elementi astronomici per l'anno 2002, Palermo, Osservatorio astronomico di Palermo "G. S. Vaiana", 2002, pp. 15–39
- (EN) J. Wm. Parker et al., Analysis of the First Disk-Resolved Images of Ceres from Ultraviolet Observations with the Hubble Space Telescope, in The Astronomical Journal, vol. 123, 2002,  pp. 549-557, DOI:10.1086/338093. URL consultato il 5 settembre 2011.
- (EN) E.V. Pitjeva, Estimations of Masses of the Largest Asteroids and the Main Asteroid Belt From Ranging to Planets, Mars Orbiters And Landers, in Solar System Research, vol. 39, 2005,  p. 176. URL consultato l'8 settembre 2011.
- (EN) P.C. Thomas, Parker, J. Wm.; McFadden, L. A.; et al., Differentiation of the asteroid Ceres as revealed by its shape, in Nature, vol. 437, n. 7056, 2005,  pp. 224-226, DOI:10.1038/nature03938.
- (EN) Benoit Carry et al., Near-Infrared Mapping and Physical Properties of the Dwarf-Planet Ceres (PDF), in Astronomy & Astrophysics, vol. 478, n. 1, 2008,  pp. 235-244, DOI:10.1051/0004-6361:20078166. URL consultato il 5 settembre 2011 (archiviato dall'url originale il 30 maggio 2008).
- (EN) Michael Küppers et al., Localized sources of water vapour on the dwarf planet (1) Ceres, in Nature, vol. 505, 2014,  pp. 525-527, DOI:10.1038/nature12918.